# اینگرید رایلند
اینگرید رایلند (انگلیسی: Ingrid Ryland؛ زادهٔ ۲۹ مهٔ ۱۹۸۹) بازیکن فوتبال اهل نروژ است.
از باشگاه‌هایی که در آن بازی کرده‌است می‌توان به باشگاه فوتبال زنان لیورپول اشاره کرد.
وی همچنین در تیم ملی فوتبال زنان نروژ بازی کرده‌است.